# Хольт, Камилла
Ками́лла Хольт (норв. Camilla Holth; 25 декабря 1978, Берум, Норвегия) — норвежская кёрлингистка. В составе женской сборной Норвегии участвовала в турнирах по кёрлингу на зимних Олимпийских играх 2002, 2006, в чемпионатах мира и Европы.
Играет в основном на позиции первого.

## Достижения
- Чемпионат мира по кёрлингу среди женщин: серебро (2004), бронза (2002, 2005).
- Чемпионат Европы по кёрлингу: серебро (2000), бронза (2002, 2004).
- Континентальный Кубок по кёрлингу (в составе команды Европы): золото (2003), серебро (2004).
- Чемпионат Норвегии по кёрлингу среди женщин: золото (2001, 2002, 2004, 2010, 2011, 2012)[2][3].

## Команды
| Сезон                                             | Четвёртый        | Третий                            | Второй           | Первый          | Запасной                                                                   | Турниры                                          |
| ------------------------------------------------- | ---------------- | --------------------------------- | ---------------- | --------------- | -------------------------------------------------------------------------- | ------------------------------------------------ |
| 1997—98                                           | Марианне Рёрвик  | Линн Гитмарк                      | Хенриетте Ванг   | Камилла Хольт   | Cathinka Ring Heger                                                        | ЧМЮ 1998 (8 место)                               |
| 1998—99                                           | Хенриетте Ванг   | Линн Гитмарк                      | Марианне Рёрвик  | Камилла Хольт   | Cathinka Ring Heger                                                        | ЧМЮ 1999 (8 место)                               |
| 2000—01                                           | Дорди Нурбю      | Ханне Вудс                        | Кристин Лёвсет   | Сесилия Торхёуг | Камилла Хольт тренер: Оле Ингвальдсен                                      | ЧЕ 2000                                          |
| 2000—01                                           | Дорди Нурбю      | Ханне Вудс                        | Марианне Хаслум  | Кристин Лёвсет  | Камилла Хольт                                                              | ЧМ 2001 (8 место)                                |
| 2001—02                                           | Дорди Нурбю      | Ханне Вудс                        | Марианне Хаслум  | Камилла Хольт   | Кристин Лёвсет (ЧЕ, ЗОИ) Трина Трульсен (ЧМ) тренер: Оле Ингвальдсен (ЧЕ)  | ЧЕ 2001 (5 место) · ЗОИ 2002 (7 место) · ЧМ 2002 |
| 2002—03                                           | Дорди Нурбю      | Ханне Вудс                        | Марианне Хаслум  | Камилла Хольт   | Марианне Рёрвик (ЧЕ)                                                       | ЧЕ 2002 · ЧМ 2003 (4 место)                      |
| 2003—04                                           | Дорди Нурбю      | Ханне Вудс (ЧЕ) Линн Гитмарк (ЧМ) | Марианне Хаслум  | Камилла Хольт   | Henriette Wang (ЧЕ) Марианне Рёрвик (ЧМ) тренер: Сёрен Гран (ЧЕ, ЧМ)       | ЧЕ 2003 (6 место) · ККК 2003 · ЧМ 2004           |
| 2004—05                                           | Дорди Нурбю      | Линн Гитмарк                      | Марианне Хаслум  | Камилла Хольт   | Марианне Рёрвик (ЧЕ, ЧМ) тренеры: Томас Лёвольд (ЧЕ), Оле Ингвальдсен (ЧМ) | ЧЕ 2004 · ККК 2004 · ЧМ 2005                     |
| 2005—06                                           | Дорди Нурбю      | Марианне Хаслум                   | Марианне Рёрвик  | Камилла Хольт   | Шарлотте Ховринг тренер: Сёрен Гран                                        | ЧЕ 2005 (4 место) ЗОИ 2006 (4 место)             |
| 2005—06                                           | Дорди Нурбю      | Марианне Хаслум                   | Шарлотте Ховринг | Камилла Хольт   | Кристин Скаслиен                                                           | ЧМ 2006 (7 место)                                |
| 2006—07                                           | Дорди Нурбю      | Марианне Рёрвик                   | Шарлотте Ховринг | Камилла Хольт   | Кристин Скаслиен тренер: Torgeir Bryn                                      | ЧЕ 2006 (9 место)                                |
| 2009—10                                           | Марианне Рёрвик  | Дорди Нурбю                       | Шарлотте Ховринг | Камилла Хольт   |                                                                            |                                                  |
| 2010—11                                           | Марианне Рёрвик  | Шарлотте Ховринг                  | Камилла Хольт    | Дорди Нурбю     |                                                                            |                                                  |
| 2011—12                                           | Марианне Рёрвик  | Аннелине Скорсмоэн                | Kjersti Husby    | Камилла Хольт   | Шарлотте Ховринг                                                           |                                                  |
| 2012—13                                           | Марианне Рёрвик  | Аннелине Скорсмоэн                | Kjersti Husby    | Камилла Хольт   | Шарлотте Ховринг                                                           |                                                  |
| 2013—14                                           | Марианне Рёрвик  | Аннелине Скорсмоэн                | Камилла Хольт    | Юлие Мольнар    | Пиа Трульсен                                                               | ЧЕ 2013 (9 место)                                |
| 2019—20                                           | Марианне Аспелин | Катрине Ульриксен                 | Камилла Хольт    | Inger Ramsfjell | Сесилия Торхёуг                                                            | ЧНЖ 2020 (7 место)                               |
| Кёрлинг для смешанных пар (mixed doubles curling) |                  |                                   |                  |                 |                                                                            |                                                  |
| 2016—17                                           | Камилла Хольт    | Joachim Lange                     |                  |                 |                                                                            | ЧНСП 2017 (9 место)                              |

(скипы выделены полужирным шрифтом)